# Монталенге
Монталенге, Монталенґе (італ. Montalenghe, п'єм. Montalenghe) — муніципалітет в Італії, у регіоні П'ємонт,  метрополійне місто Турин.
Монталенге розташоване на відстані близько 540 км на північний захід від Рима, 32 км на північ від Турина.
Населення — 1010 осіб (2014).
Щорічний фестиваль відбувається 29 червня. Покровитель — Петро (апостол).

## Демографія
Населення за роками:

Станом на 1 січня 2023 року в муніципалітеті офіційно проживало 90 іноземців з 14 країн, серед них 60 громадян країн Євросоюзу та 1 громадянин України.

## Сусідні муніципалітети
- Кучельйо
- Мерченаско
- Оріо-Канавезе
- Сан-Джорджо-Канавезе
- Скарманьйо